# Melate
Melate y Revancha es un juego de lotería creado por un organismo público mexicano, denominado Pronósticos para la Asistencia Pública en el cual los apostadores pueden seleccionar varias líneas de seis números, entre un universo de números del 1 al 56 y si aciertan todos o algunos ganan diferentes premios según la cantidad de aciertos. Estas categorías de premios van desde el primer lugar (seis números) hasta el noveno (dos números). Si se selecciona la opción de "recuadro revancha" los mismos números apostados en el sorteo melate también son usados en el de revancha que ocurren el mismo día.

Melate ha incrementado en 4 ocasiones los números a seleccionar en sus sorteos:
En el sorteo 555 se dio el primer incremento (de 39 a 44 números para seleccionar), disminuyendo la probabilidad de obtener los 6 números naturales de una en 3,262,623 a 7,059,052, un incremento de más del 100% de dificultad.
En el sorteo 1547 se da el segundo incremento (de 44 a 47 números). Disminuyó de una en 7,059,052 a una en 10,737,573 probabilidades, un incremento de más del 50% en la dificultad. 
El tercer incremento se dio en el sorteo 1877 (de 47 a 51 números). Disminuyó de una en 10,737,573 a una en 18,009,460 posibilidades, dando como resultado un 67% más de dificultad. 
El último incremento, que se ha mantenido hasta la fecha, se dio en el sorteo 2088 (de 51 a 56 números).  Pasó de una en 18,009,460 a una en 32,468,436 posibilidades. O sea, 80% más difícil.
El Sorteo Revancha se empezó a jugar en el sorteo 1009 de Melate. y consiste en que con tu mismo boleto de Melate, juegues un segundo sorteo (Revancha) para tratar de adivinar los números que salgan sorteados.
El sorteo Melate y Revancha pertenece al gobierno y los fondos que se recauden son destinados a la asistencia pública.

## Niveles de Premiación
Los niveles de premiación del Melate van desde el primero hasta el noveno lugar.
| Aciertos                        | Lugar         | Monto de Premio |
| ------------------------------- | ------------- | --------------- |
| 6 Números Naturales             | Primer Lugar  | Variable        |
| 5 Números Naturales y adicional | Segundo Lugar | Variable        |
| 5 Números Naturales             | Tercer Lugar  | Variable        |
| 4 Números Naturales y adicional | Cuarto Lugar  | Variable        |
| 4 Números Naturales             | Quinto Lugar  | Variable        |
| 3 Números Naturales y adicional | Sexto Lugar   | $161.29         |
| 3 Números Naturales             | Séptimo lugar | $43.01          |
| 2 Números Naturales y adicional | Octavo Lugar  | $32.25          |
| 2 Números Naturales             | Noveno Lugar  | $26.88          |

## Reglas del Juego
El apostador escoge al azar una combinación de seis números, aunque también puede apostar de 7 a 10 para tener más posibilidades de ganar. Una vez escogida la combinación, los números deben ser registrados en una de las agencias de pronósticos llenando un formulario o volante de juego. Posteriormente, en el sorteo que se realiza en forma abierta y se transmite por televisión, se extraen al azar siete bolas plásticas que rebotan en un recipiente cerrado. Los números indicados por las seis primeras bolas extraídas son denominados números naturales y al último se le denomina número adicional. Para optar a un premio, los números apostados deberán contener al menos 2 números naturales. Mientras más números coincidan, mayor será el premio. Quienes acierten los primeros y segundos lugares cobran sus premios en las oficinas de pronósticos o los bancos autorizados. Los premios de las categorías restantes son cobrados en el expendio de lotería donde se compró el boleto.
- Datos: Q6009390